# Стара Канда
Стара Канда, Дзвєлі-Канда (груз. ძველი ქანდა) — село, що входить в Мцхетський муніципалітет краю Мцхета-Мтіанеті (Картлі) в Грузії, в області Мухрані.
Більшість жителів села є нащадками ассирійців, котрі перебралися в Російську імперію з околиць озера Урмія в Персії (суч. провінція Західного Азербайджану). Велику роль у переселенні ассирійців на територію Грузії зіграла діяльність Урмійської духовної місії.
З 1106 жителів села ассирійці складають майже 60 % населення (58,7 %, грузини 35,0 %).

## Пам'ятки
У селі на території кладовища знаходиться кілька храмів Ассирійської церкви Сходу, до якої належить переважна більшість ассирійців СНД.
У липні 2010 року з благословення Каталікоса-Патріарха всієї Грузії Ілії II в селі було відкрито монастир на честь Тринадцяти асирійських отців (в часи середньовіччя ассирійці були також відомі як сирійці, носії сирійської мови). Настоятелем монастиря є схиархімандрит Серафим Біт-Харібі, який здійснює душпастирство для ассирійців й грузинів, прихожан Грузинської Православної Церкви.